# 旋子彩画

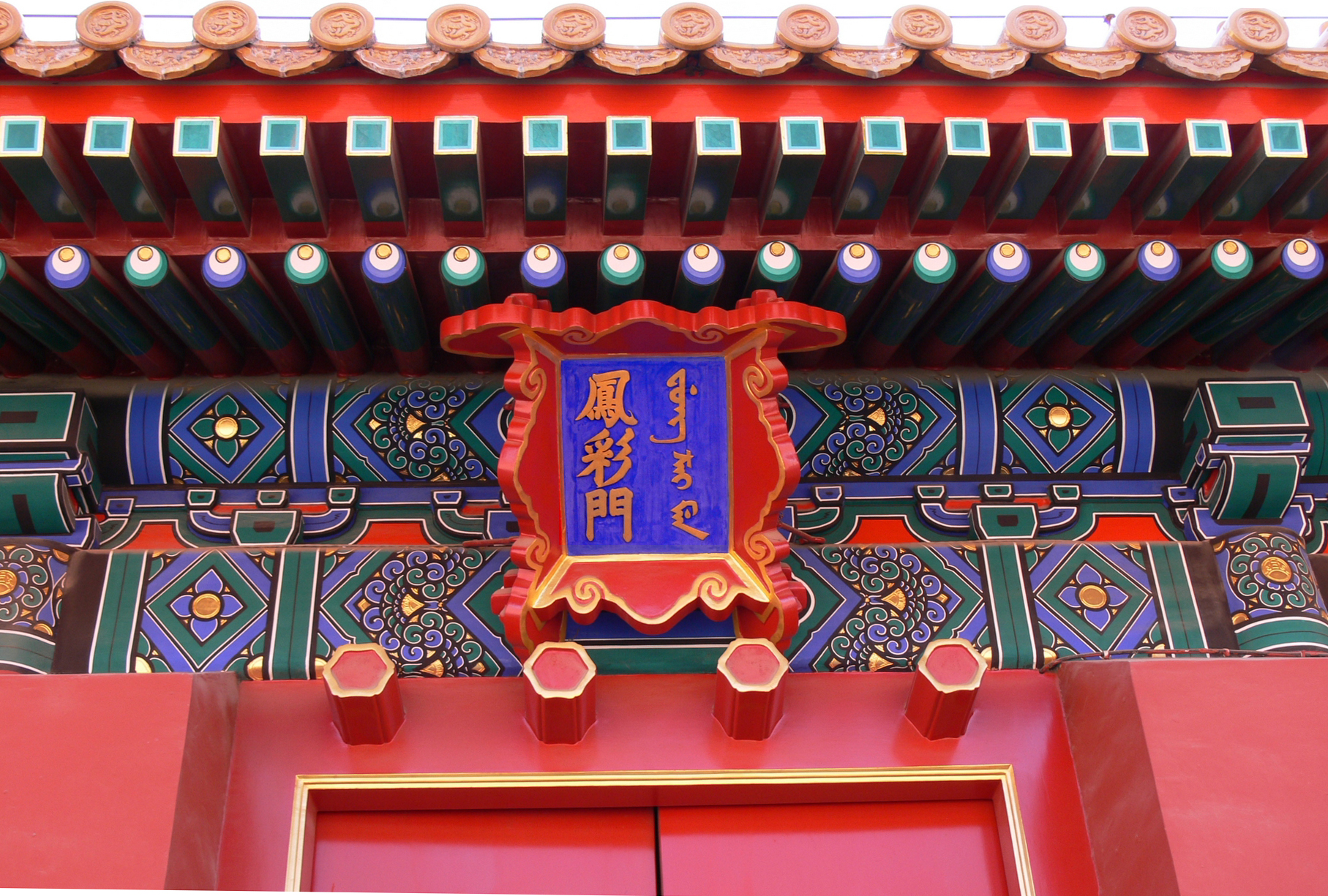
北京故宫旋子彩画

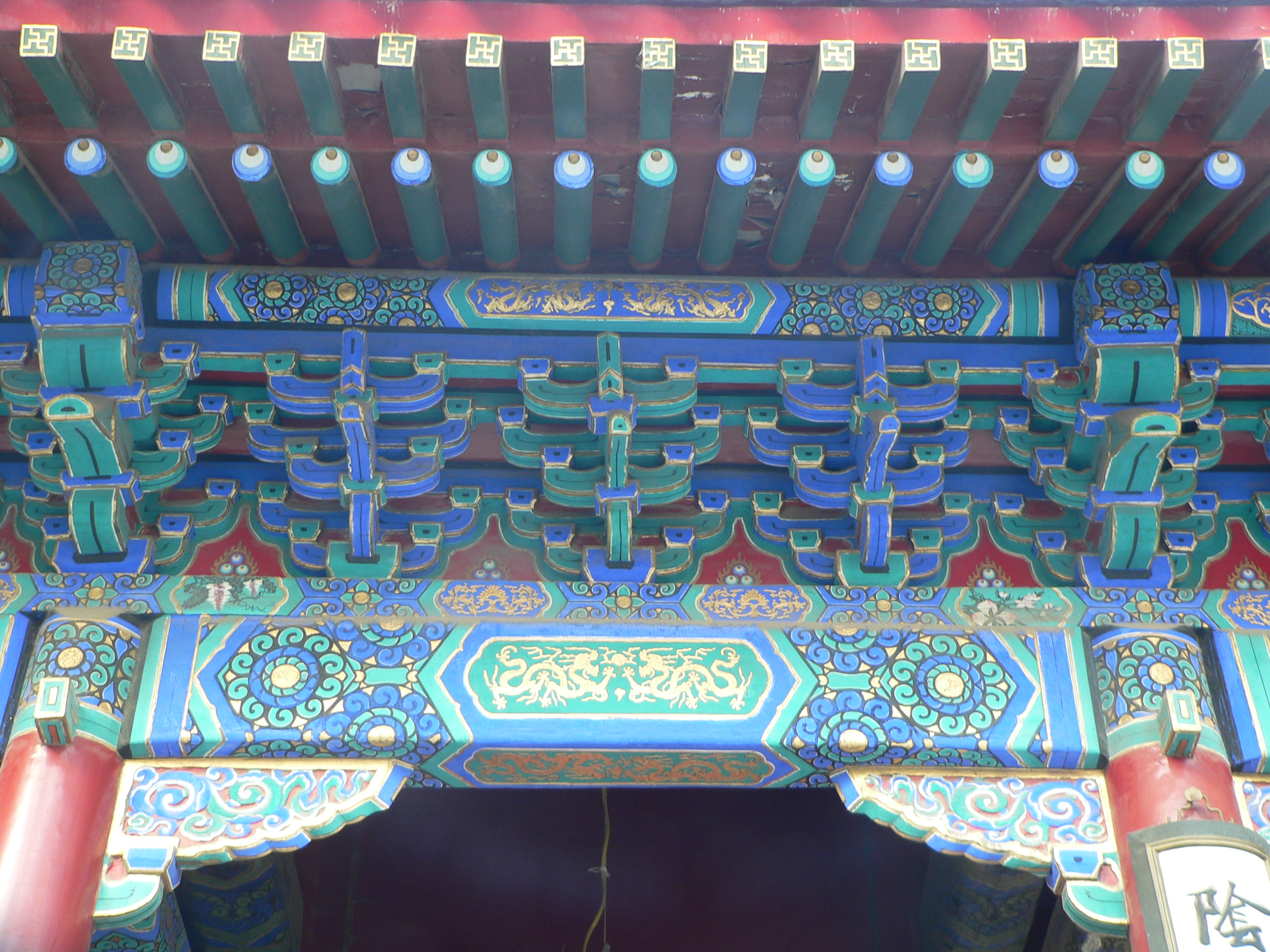
北京东岳庙大殿上的雅五墨旋子彩画

旋子彩画，又称学子、蜈蚣圈，是中国古代建筑上古建彩画风格的一种，在等级上仅次于和玺彩画，广泛见于宫廷、公卿府邸。旋子彩画因藻頭绘有旋花图案而得名。
旋子彩画主要绘制于建筑的樑和枋上。色调主要是黄色（雄黄玉）和青绿色（石碾玉）；线条用金线和墨线勾勒;旋子花心用金色填充。按照用金的多少可以分为金琢墨石碾玉（金线雄黄玉）、烟琢墨石碾玉（墨线雄黄玉）、金线大点金、墨线大点金、墨线小点金、雅五墨六个等级，贴金多的等级高，贴金少的等级低。另外还有一种浑金旋子彩画，整个构件底面不敷色彩，显示原木（通常是楠木）本色，全部旋花、锦枋线、纹样皆贴金箔，等级最高，现存实例如北京故宫奉先殿。雅五墨是旋子彩画等级最低的一种，不点金，只用青、绿、丹、黑、白五色，线条轮廓都用墨线勾勒。
绘制在梁枋上的彩画的画面通常分为三段，中间是枋心、两边是藻头和箍头。

## 枋心图
枋心的图案可以由龙、凤、锦纹，称为金龙枋心、龙锦枋心，等级高；枋心的图案也可以由花卉（吉祥草、海蔓、葡萄），奎龙、山水、一字（一字枋心）组成，也可以空着（称为空枋心），等级较低，只用于离宫别院。明间大枋额枋心画龙，小枋额枋心画锦，次间调转，大枋额枋心画锦，小枋额枋心画龙；稍间同明间；也有明间、稍间大枋额枋心画锦，小枋额枋心画龙，次间调转，大枋额枋心画龙，小枋额枋心画锦。
金琢墨盘香伍墨金龙枋心
大点金伍墨沥粉金龙枋心
大点金伍墨沥粉龙锦枋心
大点金伍墨空枋心
小点金伍墨沥粉龙锦枋心
小点金伍墨沥粉花锦枋心
小点金伍墨空枋心
雅伍墨花锦枋心

## 箍头
藻头的旋花图案通常以圆形为花心（称为旋眼），外面有一层或两层花瓣，花瓣外围绕着一圈漩涡状的花纹（称为旋子）。旋花根据藻头的大小可以有不同的布局，如一整两破，就是一朵整旋花，两朵相切半旋花。如藻头较长，可在整旋花与相切半旋花之间加画一至三道花瓣，称为一整二破“加一道”、一整二破“加二道”、一整二破加“狗死咬”。如藻头特长，可再加一组一整二破，称为“加喜相逢”。

青绿地扇面斗方花卉博古五彩八宝青绿箍头
青地海墁万福流云点金福五色桩花箍头楞线贴金
春光明媚金扇面斗方卧蚕青绿箍头
香色地福禄绵绵青绿箍头压老色
米色地海墁天花聚会青绿箍头压老色
青绿米色地海墁流云百福花卉博古青绿汉文式箍头